# Абдул-Хак (учёный)
Мавлави Абдул Хак (англ. Abdul Haq, 1870—1961, урду عبدالحق‎) — индийский и пакистанский учёный-филолог, удостоенный почётного титула «Отец урду» (урду بابائے اردو‎) за вклад в изучение истории этого языка и получении им статуса одного из двух национальных в Пакистане.

## Биография
Родился в 1870 году в г.Хапур (ныне на территории индийского штата Уттар-Прадеш). Окончив в 1892 году Мусульманский университет в г.Алигарх, преподавал урду в колледже г. Аурангабад, посвятив себя дальнейшему изучению и развитию языка. Позже работал главным переводчиком в Департаменте внутренних дел в Дели, затем был назначен инспектором школ в центральных провинциях в г. Аурангабад. Тогда же стал секретарём Всеиндийской магометанской просветительской конференции (основанной в 1886 году). После образования Османского университета в 1917 году, стал деканом факультета урду и директором Османского колледжа в Аурангабаде, оставаясь на этом посту вплоть до отставки в 1930 году.
Протестовал против стремления индийских националистов во главе с Махатмой Ганди сделать хинди единственным национальным языком в Британской Индии. Также противостоял попыткам перевести письменность урду с арабской основы на деванагари. Вступил в Мусульманскую лигу во главе с Мухаммадом Али Джинна.
В 1947 году уехал в Пакистан, где продолжил научную и общественную работу.
Умер от рака в г. Карачи 16 августа 1961 года.

## Общественная и научная деятельность
В 1903 году в г.Алигарх организовал общество «Анджуман Таракки-э-Урду» (انجُمن ترقی اُردو, рус. Общество популяризации языка и литературы урду).
Вёл большую просветительскую работу. Основал журналы «Хамари забан» (рус. Наш язык), «Урду», «Маашият» (рус. Жизнь), «Саинс» («Наука»). Собрал редчайшие рукописи на урду и участвовал в создании библиотек в г. Хайдарабад и Дели. Многочисленные литературно-критические труды Абдул Хака выявили давность литературных традиций урду, раскрывают богатство и многообразие средневековой и современной литературы на этом языке. Одной из важнейших и многолетних его работ стал англо-урду словарь.

## Память
В августе 2004 года пакистанская почта выпустила памятную марку в честь учёного.